# Onoba schraderi
Onoba schraderi is een slakkensoort uit de familie van de Rissoidae. De wetenschappelijke naam van de soort is voor het eerst geldig gepubliceerd in 1908 door Strebel.